# Medalhistas olímpicos da vela

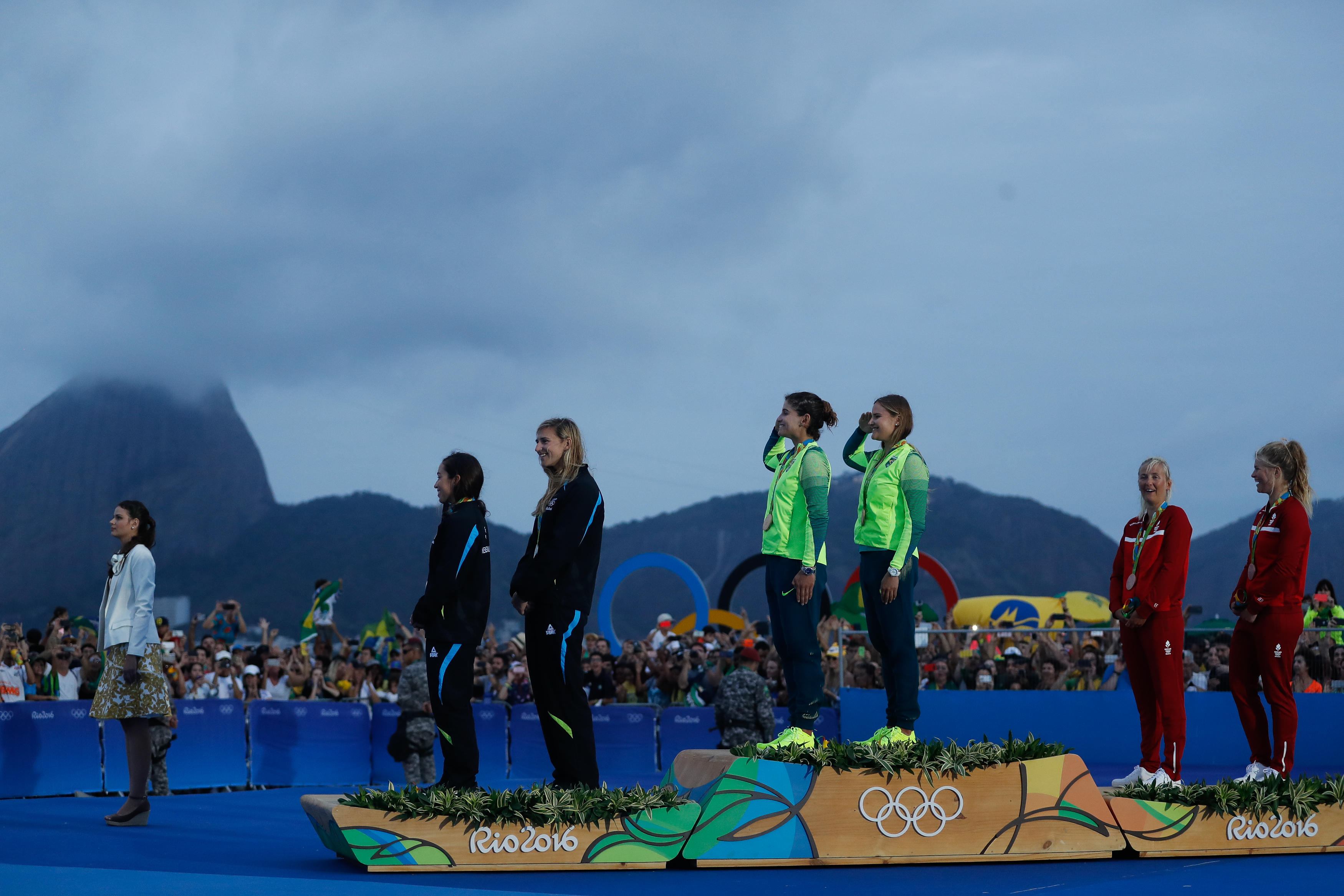
Medalhistas da classe 49erFX em 2016

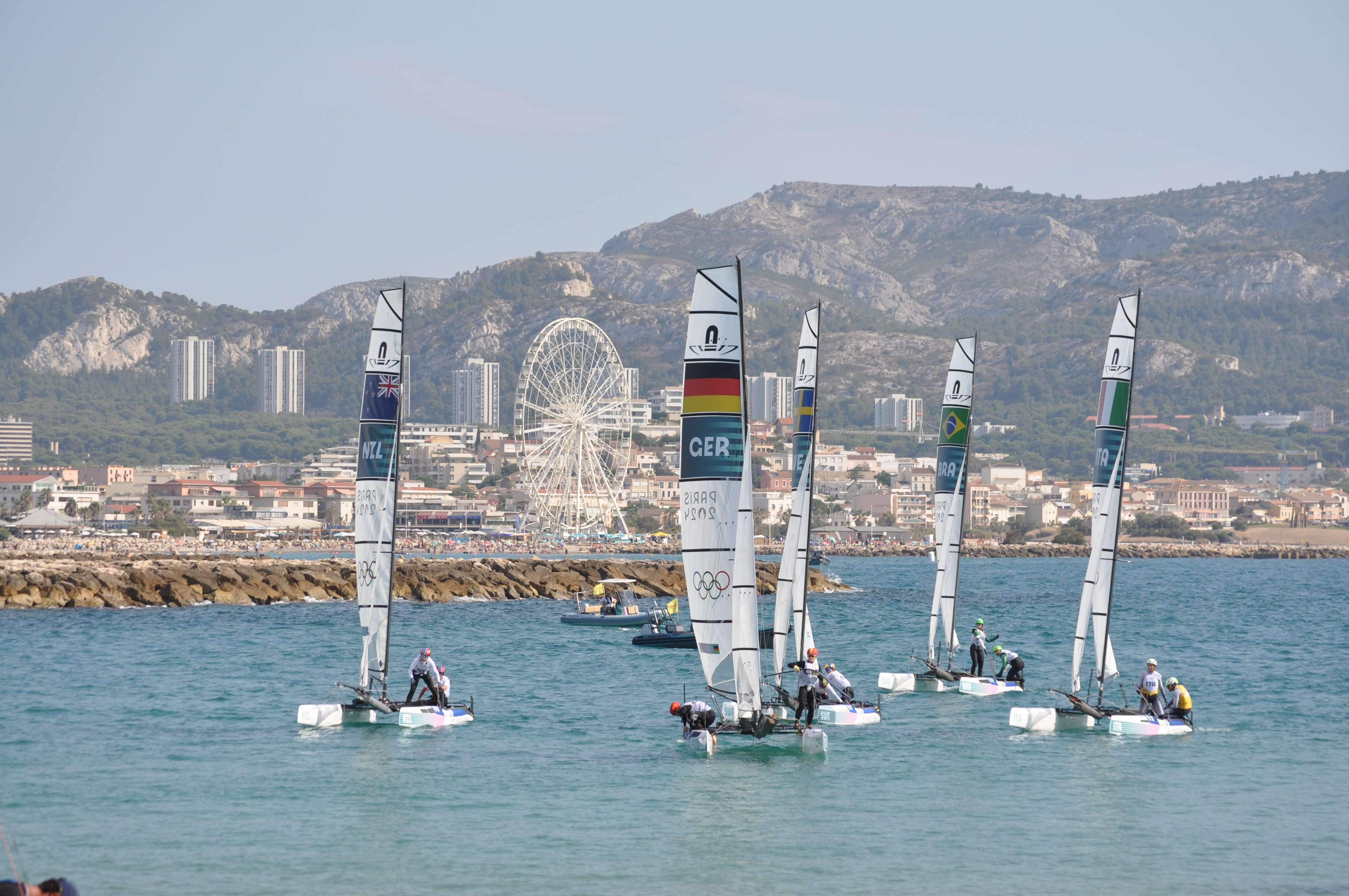
Competição da classe Nacra 17 nos Jogos Olímpicos de 2024

A vela é um dos esportes disputados pelos Jogos Olímpicos de Verão. A modalidade passou a ser integrada no evento já em sua segunda edição em 1900 na cidade de Paris e, desde então, passou por inúmeras alterações. Apesar de estar prevista no primeiro programa olímpico, as regatas foram canceladas devido às condições metereológicas. Além dos Jogos Olímpicos de Verão de 1904, a vela esteve presente em todas as edições as Olimpíadas. A competição envolve uma variedade de formatos competitivos de navegação à vela, divididos por classe e por disciplina, que ocorrem em embarcações de dimensão e formatos bem definidos em águas abrigadas, costeiras ou em mar aberto.
A prática desportiva da vela em sua primeira aparição não era tão bem definida como se tornou mais tarde durante o século XX. As regras eram definidas principalmente por clubes náuticos locais, como o Yacht Club de France, antes das convenções estabelecidas pela Federação Internacional de Vela (ISAF), fundada em 1907. Com o passar do tempo, diferentes classes de barcos apareceram nas Olimpíadas. Inicialmente as classes eram especificadas em toneladas, posteriormente em metros, pés ou nomes genéricos. Até 1988, a vela era um esporte aberto em que velejadores e velejadoras competiam juntos. Ainda em 1900, diversas mulheres participaram das regatas olímpicas. Em 1988, foi introduzido o primeiro evento exclusivo de vela feminina. A vela também foi um dos primeiros esportes a introduzir eventos mistos obrigatórios em 2016.
O time da Grã-Bretanha é o mais vitorioso da competição, com 66 medalhas – 32 delas de ouro –, tendo subido ao pódio em quase todas as edições, com exceção dos programas de 1928 e 1960. O britânico Ben Ainslie é o velejador mais bem-sucedido, consagrando-se campeão por quatro edições consecutivas, de 2000 a 2012, além de ter conquistado uma medalha de prata em 1996. Ele participou das disputas nas classes Finn e Laser. Assim como Ainslie, os brasileiros Torben Grael e Robert Scheidt também conseguiram cinco medalhas olímpicas, tendo, cada um deles, dois ouros. Já com quatro medalhas de ouro olímpicas, Paul Elvstrøm, da Noruega, destacou-se como um dos principais velejadores da história.

## Eventos atuais

### 470
Evento inicialmente dividido em masculino (1976–2020) e feminino (1988–2020); a partir de 2024 o evento foi exclusivamente misto.
Masculino
| Evento                      | Ouro                                           | Prata                                               | Bronze                                          |
| --------------------------- | ---------------------------------------------- | --------------------------------------------------- | ----------------------------------------------- |
| Montreal 1976 (detalhes)    | Frank Hübner Harro Bode FRG Alemanha Ocidental | Antonio Gorostegui Pedro Millet ESP Espanha         | Ian Brown Ian Ruff AUS Austrália                |
| Moscou 1980 (detalhes)      | Marcos Soares Eduardo Penido BRA Brasil        | Jorn Borowski Egbert Swensson GDR Alemanha Oriental | Jouko Lindgrén Georg Tallberg FIN Finlândia     |
| Los Angeles 1984 (detalhes) | Luis Doreste Roberto Molina ESP Espanha        | Steve Benjamin Chris Steinfeld USA Estados Unidos   | Thierry Peponnet Luc Pillot FRA França          |
| Seul 1988 (detalhes)        | Thierry Peponnet Luc Pillot FRA França         | Tõnu Tõniste Toomas Tõniste URS União Soviética     | John Shadden Charles McKee USA Estados Unidos   |
| Barcelona 1992 (detalhes)   | Jordi Calafat Kiko Sánchez ESP Espanha         | Morgan Reeser Kevin Burnham USA Estados Unidos      | Tõnu Tõniste Toomas Tõniste EST Estônia         |
| Atlanta 1996 (detalhes)     | Yevhen Braslavets Ihor Matviyenko UKR Ucrânia  | John Merricks Ian Walker GBR Grã-Bretanha           | Victor Rocha Nuno Barreto POR Portugal          |
| Sydney 2000 (detalhes)      | Tom King Mark Turnbull AUS Austrália           | Paul Foerster Robert Merrick USA Estados Unidos     | Juan de la Fuente Javier Conte ARG Argentina    |
| Atenas 2004 (detalhes)      | Paul Foerster Kevin Burnham USA Estados Unidos | Nick Rogers Joe Glanfield GBR Grã-Bretanha          | Kazuto Seki Kenjiro Todoroki JPN Japão          |
| Pequim 2008 (detalhes)      | Nathan Wilmot Malcolm Page AUS Austrália       | Nick Rogers Joe Glanfield GBR Grã-Bretanha          | Nicolas Charbonnier Olivier Bausset FRA França  |
| Londres 2012 (detalhes)     | Mathew Belcher Malcolm Page AUS Austrália      | Luke Patience Stuart Bithell GBR Grã-Bretanha       | Lucas Calabrese Juan de la Fuente ARG Argentina |
| Rio 2016 (detalhes)         | Šime Fantela Igor Marenić CRO Croácia          | Mathew Belcher Will Ryan AUS Austrália              | Panagiotis Mantis Pavlos Kagialis GRE Grécia    |
| Tóquio 2020 (detalhes)      | Mathew Belcher Will Ryan AUS Austrália         | Anton Dahlberg Fredrik Bergström SWE Suécia         | Jordi Xammar Nicolás Rodríguez ESP Espanha      |

Feminino
| Evento                    | Ouro                                           | Prata                                                | Bronze                                                     |
| ------------------------- | ---------------------------------------------- | ---------------------------------------------------- | ---------------------------------------------------------- |
| Seul 1988 (detalhes)      | Allison Jolly Lynne Jewell USA Estados Unidos  | Marit Söderström Birgitta Bengtsson SWE Suécia       | Larisa Moskalenko Irina Shunikhovskaya URS União Soviética |
| Barcelona 1992 (detalhes) | Patricia Guerra Theresa Zabell ESP Espanha     | Leslie Egnot Jan Shearer NZL Nova Zelândia           | J. J. Isler Pamela Healy USA Estados Unidos                |
| Atlanta 1996 (detalhes)   | Begoña Vía-Dufresne Theresa Zabell ESP Espanha | Yumiko Shige Alicia Kinoshita JPN Japão              | Olena Pakholchyk Ruslana Taran UKR Ucrânia                 |
| Sydney 2000 (detalhes)    | Jenny Armstrong Belinda Stowell AUS Austrália  | J. J. Isler Sarah Glaser USA Estados Unidos          | Olena Pakholchyk Ruslana Taran UKR Ucrânia                 |
| Atenas 2004 (detalhes)    | Sofia Bekatorou Aimilia Tsoulfa GRE Grécia     | Natalia Vía Dufresne Sandra Azón ESP Espanha         | Therese Torgersson Vendela Zachrisson SWE Suécia           |
| Pequim 2008 (detalhes)    | Elise Rechichi Tessa Parkinson AUS Austrália   | Marcelien de Koning Lobke Berkhout NED Países Baixos | Fernanda Oliveira Isabel Swan BRA Brasil                   |
| Londres 2012 (detalhes)   | Jo Aleh Olivia Powrie NZL Nova Zelândia        | Hannah Mills Saskia Clark GBR Grã-Bretanha           | Lisa Westerhof Lobke Berkhout NED Países Baixos            |
| Rio 2016 (detalhes)       | Hannah Mills Saskia Clark GBR Grã-Bretanha     | Jo Aleh Olivia Powrie NZL Nova Zelândia              | Camille Lecointre Hélène Defrance FRA França               |
| Tóquio 2020 (detalhes)    | Hannah Mills Eilidh McIntyre GBR Grã-Bretanha  | Agnieszka Skrzypulec Jolanta Ogar POL Polônia        | Camille Lecointre Aloïse Retornaz FRA França               |

Misto
| Evento                | Ouro                               | Prata                               | Bronze                                    |
| --------------------- | ---------------------------------- | ----------------------------------- | ----------------------------------------- |
| Paris 2024 (detalhes) | Lara Vadlau Lukas Mähr AUT Áustria | Keiju Okada Miho Yoshioka JPN Japão | Anton Dahlberg Lovisa Karlsson SWE Suécia |

### 49er
Evento inicialmente aberto; a partir de 2008 o evento foi exclusivamente masculino.
| Evento                  | Ouro                                              | Prata                                             | Bronze                                          |
| ----------------------- | ------------------------------------------------- | ------------------------------------------------- | ----------------------------------------------- |
| Sydney 2000 (detalhes)  | Jyrki Järvi Thomas Johanson FIN Finlândia         | Ian Barker Simon Hiscocks GBR Grã-Bretanha        | Jonathan McKee Charles McKee USA Estados Unidos |
| Atenas 2004 (detalhes)  | Iker Martínez Xabier Fernández ESP Espanha        | Rodion Luka George Leonchuk UKR Ucrânia           | Chris Draper Simon Hiscocks GBR Grã-Bretanha    |
| Pequim 2008 (detalhes)  | Jonas Warrer Martin Kirketerp Ibsen DEN Dinamarca | Iker Martínez Xabier Fernández ESP Espanha        | Jan Peter Peckolt Hannes Peckolt GER Alemanha   |
| Londres 2012 (detalhes) | Nathan Outteridge Iain Jensen AUS Austrália       | Peter Burling Blair Tuke NZL Nova Zelândia        | Allan Nørregaard Peter Lang DEN Dinamarca       |
| Rio 2016 (detalhes)     | Peter Burling Blair Tuke NZL Nova Zelândia        | Nathan Outteridge Iain Jensen AUS Austrália       | Erik Heil Thomas Plössel GER Alemanha           |
| Tóquio 2020 (detalhes)  | Dylan Fletcher Stuart Bithell GBR Grã-Bretanha    | Peter Burling Blair Tuke NZL Nova Zelândia        | Erik Heil Thomas Plössel GER Alemanha           |
| Paris 2024 (detalhes)   | Diego Botín Florián Trittel ESP Espanha           | Isaac McHardie William McKenzie NZL Nova Zelândia | Ian Barrows Hans Henken USA Estados Unidos      |

### 49erFX
Evento exclusivamente feminino.
| Evento                 | Ouro                                              | Prata                                      | Bronze                                              |
| ---------------------- | ------------------------------------------------- | ------------------------------------------ | --------------------------------------------------- |
| Rio 2016 (detalhes)    | Martine Grael Kahena Kunze BRA Brasil             | Alex Maloney Molly Meech NZL Nova Zelândia | Katja Salskov-Iversen Jena Mai Hansen DEN Dinamarca |
| Tóquio 2020 (detalhes) | Martine Grael Kahena Kunze BRA Brasil             | Tina Lutz Susann Beucke GER Alemanha       | Annemiek Bekkering Annette Duetz NED Países Baixos  |
| Paris 2024 (detalhes)  | Odile van Aanholt Annette Duetz NED Países Baixos | Vilma Bobeck Rebecca Netzler SWE Suécia    | Sarah Steyaert Charline Picon FRA França            |

### Formula Kite
Masculino
| Evento                | Ouro                        | Prata                      | Bronze                          |
| --------------------- | --------------------------- | -------------------------- | ------------------------------- |
| Paris 2024 (detalhes) | Valentin Bontus AUT Áustria | Toni Vodišek SLO Eslovênia | Maximilian Maeder SGP Singapura |

Feminino
| Evento                | Ouro                            | Prata                     | Bronze                              |
| --------------------- | ------------------------------- | ------------------------- | ----------------------------------- |
| Paris 2024 (detalhes) | Ellie Aldridge GBR Grã-Bretanha | Lauriane Nolot FRA França | Annelous Lammerts NED Países Baixos |

### Laser
Evento inicialmente aberto; a partir de 2008 o evento foi exclusivamente masculino.
| Evento                  | Ouro                           | Prata                        | Bronze                          |
| ----------------------- | ------------------------------ | ---------------------------- | ------------------------------- |
| Atlanta 1996 (detalhes) | Robert Scheidt BRA Brasil      | Ben Ainslie GBR Grã-Bretanha | Peer Moberg NOR Noruega         |
| Sydney 2000 (detalhes)  | Ben Ainslie GBR Grã-Bretanha   | Robert Scheidt BRA Brasil    | Michael Blackburn AUS Austrália |
| Atenas 2004 (detalhes)  | Robert Scheidt BRA Brasil      | Andreas Geritzer AUT Áustria | Vasilij Žbogar SLO Eslovênia    |
| Pequim 2008 (detalhes)  | Paul Goodison GBR Grã-Bretanha | Vasilij Žbogar SLO Eslovênia | Diego Romero ITA Itália         |
| Londres 2012 (detalhes) | Tom Slingsby AUS Austrália     | Pavlos Kontides CYP Chipre   | Rasmus Myrgren SWE Suécia       |
| Rio 2016 (detalhes)     | Tom Burton AUS Austrália       | Tonči Stipanović CRO Croácia | Sam Meech NZL Nova Zelândia     |
| Tóquio 2020 (detalhes)  | Matthew Wearn AUS Austrália    | Tonči Stipanović CRO Croácia | Hermann Tomasgaard NOR Noruega  |
| Paris 2024 (detalhes)   | Matthew Wearn AUS Austrália    | Pavlos Kontides CYP Chipre   | Stefano Peschiera PER Peru      |

### Laser Radial
Evento exclusivamente feminino.
| Evento                  | Ouro                                | Prata                               | Bronze                              |
| ----------------------- | ----------------------------------- | ----------------------------------- | ----------------------------------- |
| Pequim 2008 (detalhes)  | Anna Tunnicliffe USA Estados Unidos | Gintarė Volungevičiūtė LTU Lituânia | Xu Lijia CHN China                  |
| Londres 2012 (detalhes) | Xu Lijia CHN China                  | Marit Bouwmeester NED Países Baixos | Evi Van Acker BEL Bélgica           |
| Rio 2016 (detalhes)     | Marit Bouwmeester NED Países Baixos | Annalise Murphy IRL Irlanda         | Anne-Marie Rindom DEN Dinamarca     |
| Tóquio 2020 (detalhes)  | Anne-Marie Rindom DEN Dinamarca     | Josefin Olsson SWE Suécia           | Marit Bouwmeester NED Países Baixos |
| Paris 2024 (detalhes)   | Marit Bouwmeester NED Países Baixos | Anne-Marie Rindom DEN Dinamarca     | Line Flem Høst NOR Noruega          |

### Nacra 17
Evento misto.
| Evento                 | Ouro                                          | Prata                                        | Bronze                                         |
| ---------------------- | --------------------------------------------- | -------------------------------------------- | ---------------------------------------------- |
| Rio 2016 (detalhes)    | Santiago Lange Cecilia Carranza ARG Argentina | Lisa Darmanin Jason Waterhouse AUS Austrália | Thomas Zajac Tanja Frank AUT Áustria           |
| Tóquio 2020 (detalhes) | Ruggero Tita Caterina Banti ITA Itália        | John Gimson Anna Burnet GBR Grã-Bretanha     | Paul Kohlhoff Alica Stuhlemmer GER Alemanha    |
| Paris 2024 (detalhes)  | Ruggero Tita Caterina Banti ITA Itália        | Mateo Majdalani Eugenia Bosco ARG Argentina  | Micah Wilkinson Erica Dawson NZL Nova Zelândia |

### Sailboard
- 1984 – Windglider
- 1988–1992 – Lechner
- 1996–2004 – Mistral One Design
- 2008–2020 – RS:X
- 2024–presente – IQFoil

Masculino
| Evento                      | Ouro                                       | Prata                                 | Bronze                               |
| --------------------------- | ------------------------------------------ | ------------------------------------- | ------------------------------------ |
| Los Angeles 1984 (detalhes) | Stephan van den Berg NED Países Baixos     | Scott Steele USA Estados Unidos       | Bruce Kendall NZL Nova Zelândia      |
| Seul 1988 (detalhes)        | Bruce Kendall NZL Nova Zelândia            | Jan Boersma AHO Antilhas Neerlandesas | Mike Gebhardt USA Estados Unidos     |
| Barcelona 1992 (detalhes)   | Franck David FRA França                    | Mike Gebhardt USA Estados Unidos      | Lars Kleppich AUS Austrália          |
| Atlanta 1996 (detalhes)     | Nikolaos Kaklamanakis GRE Grécia           | Carlos Espínola ARG Argentina         | Gal Fridman ISR Israel               |
| Sydney 2000 (detalhes)      | Christoph Sieber AUT Áustria               | Carlos Espínola ARG Argentina         | Aaron McIntosh NZL Nova Zelândia     |
| Atenas 2004 (detalhes)      | Gal Fridman ISR Israel                     | Nikolaos Kaklamanakis GRE Grécia      | Nick Dempsey GBR Grã-Bretanha        |
| Pequim 2008 (detalhes)      | Tom Ashley NZL Nova Zelândia               | Julien Bontemps FRA França            | Shahar Zubari ISR Israel             |
| Londres 2012 (detalhes)     | Dorian van Rijsselberghe NED Países Baixos | Nick Dempsey GBR Grã-Bretanha         | Przemysław Miarczyński POL Polônia   |
| Rio 2016 (detalhes)         | Dorian van Rijsselberghe NED Países Baixos | Nick Dempsey GBR Grã-Bretanha         | Pierre Le Coq FRA França             |
| Tóquio 2020 (detalhes)      | Kiran Badloe NED Países Baixos             | Thomas Goyard FRA França              | Bi Kun CHN China                     |
| Paris 2024 (detalhes)       | Tom Reuveny ISR Israel                     | Grae Morris AUS Austrália             | Luuc van Opzeeland NED Países Baixos |

Feminino
| Evento                    | Ouro                              | Prata                             | Bronze                            |
| ------------------------- | --------------------------------- | --------------------------------- | --------------------------------- |
| Barcelona 1992 (detalhes) | Barbara Kendall NZL Nova Zelândia | Zhang Xiaodong CHN China          | Dorien de Vries NED Países Baixos |
| Atlanta 1996 (detalhes)   | Lee Lai Shan HKG Hong Kong        | Barbara Kendall NZL Nova Zelândia | Alessandra Sensini ITA Itália     |
| Sydney 2000 (detalhes)    | Alessandra Sensini ITA Itália     | Amelie Lux GER Alemanha           | Barbara Kendall NZL Nova Zelândia |
| Atenas 2004 (detalhes)    | Faustine Merret FRA França        | Yin Jian CHN China                | Alessandra Sensini ITA Itália     |
| Pequim 2008 (detalhes)    | Yin Jian CHN China                | Alessandra Sensini ITA Itália     | Bryony Shaw GBR Grã-Bretanha      |
| Londres 2012 (detalhes)   | Marina Alabau ESP Espanha         | Tuuli Petäjä FIN Finlândia        | Zofia Klepacka POL Polônia        |
| Rio 2016 (detalhes)       | Charline Picon FRA França         | Chen Peina CHN China              | Stefania Elfutina RUS Rússia      |
| Tóquio 2020 (detalhes)    | Lu Yunxiu CHN China               | Charline Picon FRA França         | Emma Wilson GBR Grã-Bretanha      |
| Paris 2024 (detalhes)     | Marta Maggetti ITA Itália         | Sharon Kantor ISR Israel          | Emma Wilson GBR Grã-Bretanha      |

## Eventos passados

### 0 – ½ t
| Evento                          | Ouro                      | Prata                                                                                     | Bronze                                               |
| ------------------------------- | ------------------------- | ----------------------------------------------------------------------------------------- | ---------------------------------------------------- |
| Paris 1900 Corrida 1 (detalhes) | Pierre Gervais FRA França | Texier, o Timoneiro Texier, o Tripulante Jean-Baptiste Charcot Robert Linzeler FRA França | Henri Monnot Léon Tellier Gaston Cailleux FRA França |
| Paris 1900 Corrida 2 (detalhes) | Émile Sacré FRA França    | Texier, o Timoneiro Texier, o Tripulante Jean-Baptiste Charcot Robert Linzeler FRA França | Pierre Gervais FRA França                            |

### ½ – 1 t
| Evento                          | Ouro                                                                     | Prata                                                                               | Bronze                                                                              |
| ------------------------------- | ------------------------------------------------------------------------ | ----------------------------------------------------------------------------------- | ----------------------------------------------------------------------------------- |
| Paris 1900 Corrida 1 (detalhes) | Lorne Currie John Gretton Linton Hope Algernon Maudslay GBR Grã-Bretanha | Jules Valton Félix Marcotte William Martin Jacques Baudrier Jean Le Bret FRA França | Émile Michelet Marcel Meran FRA França                                              |
| Paris 1900 Corrida 2 (detalhes) | Louis Auguste-Dormeuil FRA França                                        | Émile Michelet Marcel Meran FRA França                                              | Jules Valton Félix Marcotte William Martin Jacques Baudrier Jean Le Bret FRA França |

### 1 – 2 t
| Evento                          | Ouro                                                                    | Prata                                                                    | Bronze                                                                   |
| ------------------------------- | ----------------------------------------------------------------------- | ------------------------------------------------------------------------ | ------------------------------------------------------------------------ |
| Paris 1900 Corrida 1 (detalhes) | Hermann de Pourtalès Hélène de Pourtalès Bernard de Pourtalès SUI Suíça | François Vilamitjana Auguste Albert Albert Duval Charles Hugo FRA França | Jacques Baudrier Lucien Baudrier Dubosq Édouard Mantois FRA França       |
| Paris 1900 Corrida 2 (detalhes) | Paul Wiesner Georg Naue Heinrich Peters Ottokar Weise GER Alemanha      | Hermann de Pourtalès Hélène de Pourtalès Bernard de Pourtalès SUI Suíça  | François Vilamitjana Auguste Albert Albert Duval Charles Hugo FRA França |

### 2 – 3 t
| Evento                          | Ouro                                                                              | Prata                                                               | Bronze                                                          |
| ------------------------------- | --------------------------------------------------------------------------------- | ------------------------------------------------------------------- | --------------------------------------------------------------- |
| Paris 1900 Corrida 1 (detalhes) | ZZX Equipa mista GBR William Exshaw FRA Frédéric Blanchy FRA Jacques Le Lavasseur | Léon Susse Jacques Doucet Auguste Godinet Henri Mialaret FRA França | Ferdinand Schlatter De Cottignon Émile Jean-Fontaine FRA França |
| Paris 1900 Corrida 2 (detalhes) | ZZX Equipa mista GBR William Exshaw FRA Frédéric Blanchy FRA Jacques Le Lavasseur | Léon Susse Jacques Doucet Auguste Godinet Henri Mialaret FRA França | Auguste Donny FRA França                                        |

### 3 – 10 t
| Evento                          | Ouro                                                       | Prata                                                                          | Bronze                                                                         |
| ------------------------------- | ---------------------------------------------------------- | ------------------------------------------------------------------------------ | ------------------------------------------------------------------------------ |
| Paris 1900 Corrida 1 (detalhes) | Henri Gilardoni FRA França                                 | Henri Smulders Chris Hooijkaas Arie van der Velden NED Países Baixos           | Maurice Gufflet A. Dubois J. Dubois Robert Gufflet Charles Guiraist FRA França |
| Paris 1900 Corrida 2 (detalhes) | Howard Taylor Edward Hore Harry Jefferson GBR Grã-Bretanha | Maurice Gufflet A. Dubois J. Dubois Robert Gufflet Charles Guiraist FRA França | H. MacHenry USA Estados Unidos                                                 |

### 10 – 20 t
| Evento                | Ouro                                  | Prata                   | Bronze                       |
| --------------------- | ------------------------------------- | ----------------------- | ---------------------------- |
| Paris 1900 (detalhes) | Émile Billard Paul Perquer FRA França | Jean Decazes FRA França | Edward Hore GBR Grã-Bretanha |

### 20+ t
| Evento                | Ouro                           | Prata                             | Bronze                              |
| --------------------- | ------------------------------ | --------------------------------- | ----------------------------------- |
| Paris 1900 (detalhes) | Cecil Quentin GBR Grã-Bretanha | Selwin Calverley GBR Grã-Bretanha | Harry Van Bergen USA Estados Unidos |

### Aberto
| Evento                | Ouro                                                                     | Prata                                                              | Bronze                    |
| --------------------- | ------------------------------------------------------------------------ | ------------------------------------------------------------------ | ------------------------- |
| Paris 1900 (detalhes) | Lorne Currie John Gretton Linton Hope Algernon Maudslay GBR Grã-Bretanha | Paul Wiesner Georg Naue Heinrich Peters Ottokar Weise GER Alemanha | Émile Michelet FRA França |

### 5.5 Metre
Evento misto.
| Evento                           | Ouro                                                                         | Prata                                                                               | Bronze                                                               |
| -------------------------------- | ---------------------------------------------------------------------------- | ----------------------------------------------------------------------------------- | -------------------------------------------------------------------- |
| Helsinque 1952 (detalhes)        | Britton Chance Sumner White Edgar White Michael Schoettle USA Estados Unidos | Peder Lunde Vibeke Lunde Børre Falkum-Hansen NOR Noruega                            | Folke Wassén Carl-Erik Ohlson Magnus Wassén SWE Suécia               |
| Melbourne 1956 (detalhes)        | Lars Thörn Hjalmar Karlsson Sture Stork SWE Suécia                           | Robert Perry Neil Kennedy-Cochran-Patrick John Dillon David Bowker GBR Grã-Bretanha | Jock Sturrock Devereaux Mytton Douglas Buxton AUS Austrália          |
| Roma 1960 (detalhes)             | George O'Day James Hunt David Smith USA Estados Unidos                       | William Berntsen Søren Hancke Steen Christensen DEN Dinamarca                       | Henri Copponex Manfred Metzger Pierre Girard SUI Suíça               |
| Tóquio 1964 (detalhes)           | William Northam Peter O'Donnell James Sargeant AUS Austrália                 | Lars Thörn Sture Stork Arne Karlsson SWE Suécia                                     | John J. McNamara Francis Scully Joseph Batchelder USA Estados Unidos |
| Cidade do México 1968 (detalhes) | Ulf Sundelin Jörgen Sundelin Peter Sundelin SWE Suécia                       | Louis Noverraz Bernhard Dunand Marcel Stern SUI Suíça                               | Robin Aisher Adrian Jardine Paul Anderson GBR Grã-Bretanha           |

### 6 Metre
| Evento                      | Ouro | Prata | Bronze                                                                                        |
| --------------------------- | --- | --- | --------------------------------------------------------------------------------------------- |
| Londres 1908 (detalhes)     | Gilbert Laws Thomas McMeekin Charles Crichton GBR Grã-Bretanha                                             | Léon Huybrechts Louis Huybrechts Henri Weewauters BEL Bélgica                                                                                | Henri Arthus Louis Potheau Pierre Rabot FRA França                                            |
| Estocolmo 1912 (detalhes)   | Gaston Thubé Amédée Thubé Jacques Thubé FRA França                                                         | Hans Meulengracht-Madsen Steen Herschend Sven Thomsen DEN Dinamarca                                                                          | Eric Sandberg Otto Aust Harald Sandberg SWE Suécia                                            |
| Antuérpia 1920 (detalhes)   | Émile Cornellie Frédéric Bruynseels Florimond Cornellie BEL Bélgica                                        | Einar Torgersen Leif Erichsen Andreas Knudsen NOR Noruega                                                                                    | Henrik Agersborg Einar Berntsen Trygve Pedersen NOR Noruega                                   |
| Antuérpia 1920 (detalhes)   | Andreas Brecke Paal Kaasen Ingolf Rød NOR Noruega                                                          | Léon Huybrechts Charles Van Den Bussche John Klotz BEL Bélgica                                                                               | nenhum                                                                                        |
| Paris 1924 (detalhes)       | Anders Lundgren Christopher Dahl Eugen Lunde NOR Noruega                                                   | Vilhelm Vett Knud Degn Christian Nielsen DEN Dinamarca                                                                                       | Johan Carp Anthonij Guépin Jan Vreede NED Países Baixos                                       |
| Amsterdã 1928 (detalhes)    | Johan Anker Erik Anker Håkon Bryhn Olavo V NOR Noruega                                                     | Vilhelm Vett Aage Høy-Petersen Niels Otto Møller Peter Schlütter DEN Dinamarca                                                               | Nikolai Vekšin Andreas Faehlmann Georg Faehlmann Eberhard Vogdt William von Wirén EST Estônia |
| Los Angeles 1932 (detalhes) | Tore Holm Olle Åkerlund Åke Bergqvist Martin Hindorff SWE Suécia                                           | Robert Carlson Temple Ashbrook Frederic Conant Emmett Davis Donald Wills Douglas Jr. Charles Smith USA Estados Unidos                        | Philip Rogers Gardner Boultbee Ken Glass Jerry Wilson CAN Canadá                              |
| Berlim 1936 (detalhes)      | Christopher Boardman Miles Bellville Russell Harmer Charles Leaf Leonard Martin GBR Grã-Bretanha           | Magnus Konow Karsten Konow Fredrik Meyer Vaadjuv Nyqvist Alf Tveten NOR Noruega                                                              | Sven Salén Lennart Ekdahl Martin Hindorff Torsten Lord Dagmar Salén SWE Suécia                |
| Londres 1948 (detalhes)     | Herman Whiton Alfred Loomis Michael Mooney James Smith James Weekes USA Estados Unidos                     | Enrique Conrado Sieburger Emilio Homps Rodolfo Rivademar Rufino Rodríguez de la Torre Enrique Adolfo Sieburger Julio Sieburger ARG Argentina | Tore Holm Carl Robert Ameln Martin Hindorff Torsten Lord Gösta Salén SWE Suécia               |
| Helsinque 1952 (detalhes)   | Herman Whiton Everard Endt John Adams Morgan Eric Ridder Julian Roosevelt Emelyn Whiton USA Estados Unidos | Finn Ferner Tor Arneberg Johan Ferner Erik Heiberg Carl Mortensen NOR Noruega                                                                | Ernst Westerlund Ragnar Jansson Jonas Konto Rolf Turkka Paul Sjöberg FIN Finlândia            |

### 6.5 Metre
| Evento                    | Ouro                                                   | Prata                                            | Bronze |
| ------------------------- | ------------------------------------------------------ | ------------------------------------------------ | ------ |
| Antuérpia 1920 (detalhes) | Joop Carp Berend Carp Petrus Wernink NED Países Baixos | Albert Weil Robert Monier Félix Picon FRA França | nenhum |

### 7 Metre
| Evento                    | Ouro                                                                                      | Prata                                                         | Bronze |
| ------------------------- | ----------------------------------------------------------------------------------------- | ------------------------------------------------------------- | ------ |
| Londres 1908 (detalhes)   | Charles Rivett-Carnac Norman Bingley Richard Dixon Frances Rivett-Carnac GBR Grã-Bretanha | nenhum                                                        | nenhum |
| Antuérpia 1920 (detalhes) | Cyril Wright Dorothy Wright Robert Coleman William Maddison GBR Grã-Bretanha              | Johan Faye Sten Abel Christian Dick Niels Nielsen NOR Noruega | nenhum |

### 8 Metre
| Evento                      | Ouro | Prata | Bronze |
| --------------------------- | --- | --- | --- |
| Londres 1908 (detalhes)     | Blair Cochrane Charles Campbell John Rhodes Henry Sutton Arthur Wood GBR Grã-Bretanha | Carl Hellström Edmund Thormählen Eric Sandberg Erik Wallerius Harald Wallin SWE Suécia                                                 | Philip Hunloke Alfred Hughes Frederick Hughes George Ratsey William Dudley Ward Constance Lewes GBR Grã-Bretanha            |
| Estocolmo 1912 (detalhes)   | Thoralf Glad Thomas Aass Andreas Brecke Torleiv Corneliussen Christian Jebe NOR Noruega                                                                                                   | Bengt Heyman Emil Henriques Alvar Thiel Herbert Westermark Nils Westermark SWE Suécia                                                  | Bertil Tallberg Arthur Ahnger Emil Lindh Gunnar Tallberg Georg Westling FIN Finlândia                                       |
| Antuérpia 1920 (detalhes)   | Carl Ringvold Thorleif Holbye Alf Jacobsen Kristoffer Olsen Tellef Wagle NOR Noruega | nenhum | nenhum |
| Antuérpia 1920 (detalhes)   | Magnus Konow Thorleif Christoffersen Reidar Marthiniussen Ragnar Vik (NOR Noruega) | Jens Salvesen Finn Schiander Lauritz Schmidt Nils Thomas Ralph Tschudi NOR Noruega                                                     | Albert Grisar Willy de l'Arbre Georges Hellebuyck Léopold Standaert Henri Weewauters BEL Bélgica                            |
| Paris 1924 (detalhes)       | Carl Ringvold Rick Bockelie Harald Hagen Ingar Nielsen Carl Ringvold Jr. NOR Noruega | Ernest Roney Harold Fowler Edwin Jacob Thomas Riggs Walter Riggs GBR Grã-Bretanha                                                      | Louis Breguet Pierre Gauthier Robert Girardet André Guerrier Georges Mollard FRA França                                     |
| Amsterdã 1928 (detalhes)    | Donatien Bouché André Derrien Virginie Hériot André Lesauvage Jean Lesieur Carl de la Sablière FRA França                                                                                 | Johannes van Hoolwerff Lambertus Doedes Hendrik Kersken Cornelis van Staveren Gerard de Vries Lentsch Maarten de Wit NED Países Baixos | Clarence Hammar Tore Holm Carl Sandblom John Sandblom Philip Sandblom Wilhelm Törsleff SWE Suécia                           |
| Los Angeles 1932 (detalhes) | Owen Churchill John Biby Alphonse Burnand Kenneth Carey William Cooper Pierpont Davis Carl Dorsey John Huettner Richard Moore Alan Morgan Robert Sutton Thomas Webster USA Estados Unidos | Ronald Maitland Ernest Cribb Peter Gordon George Gyles Harry Jones Hubert Wallace CAN Canadá                                           | nenhum |
| Berlim 1936 (detalhes)      | Giovanni Reggio Bruno Bianchi Luigi De Manincor Domenico Mordini Enrico Poggi Luigi Poggi ITA Itália                                                                                      | Olaf Ditlev-Simonsen John Ditlev-Simonsen Hans Struksnæs Lauritz Schmidt Jacob Thams Nordahl Wallem NOR Noruega                        | Hans Howaldt Fritz Bischoff Alfried Krupp von Bohlen und Halbach Eduard Mohr Felix Scheder-Bieschin Otto Wachs GER Alemanha |

### 10 Metre
| Evento                    | Ouro | Prata | Bronze |
| ------------------------- | --- | --- | --- |
| Estocolmo 1912 (detalhes) | Filip Ericsson Carl Hellström Paul Isberg Humbert Lundén Herman Nyberg Harry Rosenswärd Erik Wallerius Harald Wallin SWE Suécia | Harry Wahl Waldemar Björkstén Jacob Björnström Bror Brenner Allan Franck Erik Lindh Juho Aarne Pekkalainen FIN Finlândia | Esper Beloselsky Ernst Brasche Karl Lindholm Nikolay Pushnitsky Aleksandr Rodionov Joseph Schomacker Philipp Strauch RU1 Império Russo |
| Antuérpia 1920 (detalhes) | Erik Herseth Gunnar Jamvold Petter Jamvold Claus Juell Sigurd Holter Ingar Nielsen Ole Sørensen NOR Noruega                     | nenhum | nenhum |
| Antuérpia 1920 (detalhes) | Charles Arentz Otto Falkenberg Robert Giertsen Willy Gilbert Halfdan Schjøtt Trygve Schjøtt Arne Sejersted NOR Noruega          | nenhum | nenhum |

### 12 Metre
| Evento                    | Ouro | Prata | Bronze |
| ------------------------- | --- | --- | --- |
| Londres 1908 (detalhes)   | Thomas Glen-Coats John Downes John Aspin John Buchanan James Clark Bunten Arthur Downes David Dunlop John Mackenzie Albert Martin Gerald Tait GBR Grã-Bretanha | Charles MacIver J. Graham Kenion John Adam James Baxter William Davidson John Jellico Thomas Littledale Charles R. MacIver Charles Macleod-Robertson John Spence GBR Grã-Bretanha | nenhum |
| Estocolmo 1912 (detalhes) | Johan Anker Nils Bertelsen Eilert Falch-Lund Halfdan Hansen Arnfinn Heje Magnus Konow Alfred Larsen Petter Larsen Christian Staib Carl Thaulow NOR Noruega     | Nils Persson Per Bergman Dick Bergström Kurt Bergström Hugo Clason Folke Johnson Sigurd Kander Ivan Lamby Erik Lindqvist Hugo Sällström SWE Suécia                                | Ernst Krogius Ferdinand Alfthan Pekka Hartvall Jarl Hulldén Sigurd Juslén Eino Sandelin Johan Silén FIN Finlândia |
| Antuérpia 1920 (detalhes) | Henrik Østervold Halvor Birkeland Rasmus Birkeland Lauritz Christiansen Hans Næss Halvor Møgster Jan Østervold Kristian Østervold Ole Østervold NOR Noruega    | nenhum | nenhum |
| Antuérpia 1920 (detalhes) | Johan Friele Arthur Allers Martin Borthen Kaspar Hassel Erik Ørvig Olaf Ørvig Thor Ørvig Egill Reimers Christen Wiese NOR Noruega                              | nenhum | nenhum |

### Dinghy 12 pés
| Evento                    | Ouro                                               | Prata                                                  | Bronze                      |
| ------------------------- | -------------------------------------------------- | ------------------------------------------------------ | --------------------------- |
| Antuérpia 1920 (detalhes) | Cornelis Hin Johan Hin Frans Hin NED Países Baixos | Arnoud van der Biesen Petrus Beukers NED Países Baixos | nenhum                      |
| Amsterdã 1928 (detalhes)  | Sven Thorell SWE Suécia                            | Henrik Robert NOR Noruega                              | Bertil Broman FIN Finlândia |

### Dinghy 18 pés
| Evento                    | Ouro                                             | Prata  | Bronze |
| ------------------------- | ------------------------------------------------ | ------ | ------ |
| Antuérpia 1920 (detalhes) | Francis Richards Thomas Hedberg GBR Grã-Bretanha | nenhum | nenhum |

### 30 m²
| Evento                    | Ouro                                                        | Prata  | Bronze |
| ------------------------- | ----------------------------------------------------------- | ------ | ------ |
| Antuérpia 1920 (detalhes) | Gösta Lundqvist Gösta Bengtsson Rolf Steffenburg SWE Suécia | nenhum | nenhum |

### 40 m²
| Evento                    | Ouro                                                      | Prata                                                                  | Bronze |
| ------------------------- | --------------------------------------------------------- | ---------------------------------------------------------------------- | ------ |
| Antuérpia 1920 (detalhes) | Tore Holm Yngve Holm Axel Rydin Georg Tengwall SWE Suécia | Gustaf Svensson Percy Almstedt Erik Mellbin Ragnar Svensson SWE Suécia | nenhum |

### Dragon
Evento misto.
| Evento                           | Ouro                                                                     | Prata                                                                 | Bronze                                                              |
| -------------------------------- | ------------------------------------------------------------------------ | --------------------------------------------------------------------- | ------------------------------------------------------------------- |
| Londres 1948 (detalhes)          | Thor Thorvaldsen Sigve Lie Haakon Barfod NOR Noruega                     | Folke Bohlin Hugo Johnson Gösta Brodin SWE Suécia                     | William Berntsen Ole Berntsen Klaus Baess DEN Dinamarca             |
| Helsinque 1952 (detalhes)        | Sigve Lie Haakon Barfod Thor Thorvaldsen NOR Noruega                     | Per Gedda Sidney Boldt-Christmas Erland Almqvist SWE Suécia           | Theodor Thomsen Erich Natusch Georg Nowka GER Alemanha              |
| Melbourne 1956 (detalhes)        | Folke Bohlin Bengt Palmquist Leif Wikström SWE Suécia                    | Ole Berntsen Cyril Andresen Christian von Bülow DEN Dinamarca         | Graham Mann Ronald Backus Jonathan Janson GBR Grã-Bretanha          |
| Roma 1960 (detalhes)             | Constantino II da Grécia Odysseus Eskidioglou Georgios Zaimis GRE Grécia | Jorge Salas Chávez Héctor Calegaris Jorge del Río Sálas ARG Argentina | Antonio Cosentino Antonio Ciciliano Giulio De Stefano ITA Itália    |
| Tóquio 1964 (detalhes)           | Ole Berntsen Christian von Bülow Ole Poulsen DEN Dinamarca               | Peter Ahrendt Ulrich Mense Wilfried Lorenz EUA Equipe Alemã Unida     | Lowell North Charles Rogers Richard Deaver USA Estados Unidos       |
| Cidade do México 1968 (detalhes) | George Friedrichs Barton Jahncke Gerald Schreck USA Estados Unidos       | Aage Birch Paul Lindemark Jørgensen Niels Markussen DEN Dinamarca     | Paul Borowski Karl-Heinz Thun Konrad Weichert GDR Alemanha Oriental |
| Munique 1972 (detalhes)          | John Cuneo Thomas Anderson John Shaw AUS Austrália                       | Paul Borowski Konrad Weichert Karl-Heinz Thun GDR Alemanha Oriental   | Donald Cohan Charles Horter John Marshall USA Estados Unidos        |

### Elliott 6m
| Evento                  | Ouro                                                     | Prata                                                 | Bronze                                                   |
| ----------------------- | -------------------------------------------------------- | ----------------------------------------------------- | -------------------------------------------------------- |
| Londres 2012 (detalhes) | Támara Echegoyen Ángela Pumariega Sofía Toro ESP Espanha | Olivia Price Nina Curtis Lucinda Whitty AUS Austrália | Silja Lehtinen Silja Kanerva Mikaela Wulff FIN Finlândia |

### Europe
Evento exclusivamente feminino.
| Evento                    | Ouro                               | Prata                                 | Bronze                                  |
| ------------------------- | ---------------------------------- | ------------------------------------- | --------------------------------------- |
| Barcelona 1992 (detalhes) | Linda Andersen NOR Noruega         | Natalia Vía Dufresne ESP Espanha      | Julia Trotman USA Estados Unidos        |
| Atlanta 1996 (detalhes)   | Kristine Roug DEN Dinamarca        | Margriet Matthijsse NED Países Baixos | Courtenay Becker-Dey USA Estados Unidos |
| Sydney 2000 (detalhes)    | Shirley Robertson GBR Grã-Bretanha | Margriet Matthijsse NED Países Baixos | Serena Amato ARG Argentina              |
| Atenas 2004 (detalhes)    | Siren Sundby NOR Noruega           | Lenka Šmídová CZE República Checa     | Signe Livbjerg DEN Dinamarca            |

### Finn
| Evento                           | Ouro                                    | Prata                                       | Bronze                              |
| -------------------------------- | --------------------------------------- | ------------------------------------------- | ----------------------------------- |
| Helsinque 1952 (detalhes)        | Paul Elvstrøm DEN Dinamarca             | Charles Currey GBR Grã-Bretanha             | Rickard Sarby SWE Suécia            |
| Melbourne 1956 (detalhes)        | Paul Elvstrøm DEN Dinamarca             | André Nelis BEL Bélgica                     | John Marvin USA Estados Unidos      |
| Roma 1960 (detalhes)             | Paul Elvstrøm DEN Dinamarca             | Aleksander Tšutšelov URS União Soviética    | André Nelis BEL Bélgica             |
| Tóquio 1964 (detalhes)           | Wilhelm Kuhweide EUA Equipe Alemã Unida | Peter Barrett USA Estados Unidos            | Henning Wind DEN Dinamarca          |
| Cidade do México 1968 (detalhes) | Valentin Mankin URS União Soviética     | Hubert Raudaschl AUT Áustria                | Fabio Albarelli ITA Itália          |
| Munique 1972 (detalhes)          | Serge Maury FRA França                  | Ilias Hatzipavlis GRE Grécia                | Viktor Potapov URS União Soviética  |
| Montreal 1976 (detalhes)         | Jochen Schümann GDR Alemanha Oriental   | Andrei Balashov URS União Soviética         | John Bertrand AUS Austrália         |
| Moscou 1980 (detalhes)           | Esko Rechardt FIN Finlândia             | Wolfgang Mayrhofer AUT Áustria              | Andrei Balashov URS União Soviética |
| Los Angeles 1984 (detalhes)      | Russell Coutts NZL Nova Zelândia        | John Bertrand USA Estados Unidos            | Terry Neilson CAN Canadá            |
| Seul 1988 (detalhes)             | José Doreste ESP Espanha                | Peter Holmberg ISV Ilhas Virgens Americanas | John Cutler NZL Nova Zelândia       |
| Barcelona 1992 (detalhes)        | José van der Ploeg ESP Espanha          | Brian Ledbetter USA Estados Unidos          | Craig Monk NZL Nova Zelândia        |
| Atlanta 1996 (detalhes)          | Mateusz Kusznierewicz POL Polônia       | Sébastien Godefroid BEL Bélgica             | Roy Heiner NED Países Baixos        |
| Sydney 2000 (detalhes)           | Iain Percy GBR Grã-Bretanha             | Luca Devoti ITA Itália                      | Fredrik Lööf SWE Suécia             |
| Atenas 2004 (detalhes)           | Ben Ainslie GBR Grã-Bretanha            | Rafael Trujillo ESP Espanha                 | Mateusz Kusznierewicz POL Polônia   |
| Pequim 2008 (detalhes)           | Ben Ainslie GBR Grã-Bretanha            | Zach Railey USA Estados Unidos              | Guillaume Florent FRA França        |
| Londres 2012 (detalhes)          | Ben Ainslie GBR Grã-Bretanha            | Jonas Høgh-Christensen DEN Dinamarca        | Jonathan Lobert FRA França          |
| Rio 2016 (detalhes)              | Giles Scott GBR Grã-Bretanha            | Vasilij Žbogar SLO Eslovênia                | Caleb Paine USA Estados Unidos      |
| Tóquio 2020 (detalhes)           | Giles Scott GBR Grã-Bretanha            | Zsombor Berecz HUN Hungria                  | Joan Cardona Méndez ESP Espanha     |

### Firefly
Evento exclusivamente masculino.
| Evento                  | Ouro                             | Prata                          | Bronze                         |
| ----------------------- | -------------------------------- | ------------------------------ | ------------------------------ |
| Londres 1948 (detalhes) | Paul Bert Elvstrøm DEN Dinamarca | Ralph Evans USA Estados Unidos | Koos de Jong NED Países Baixos |

### Flying Dutchman
Evento misto.
| Evento                           | Ouro                                                   | Prata                                                    | Bronze                                                |
| -------------------------------- | ------------------------------------------------------ | -------------------------------------------------------- | ----------------------------------------------------- |
| Roma 1960 (detalhes)             | Peder Lunde Jr. Bjørn Bergvall NOR Noruega             | Hans Fogh Ole Erik Petersen DEN Dinamarca                | Rolf Mulka Ingo von Bredow EUA Equipe Alemã Unida     |
| Tóquio 1964 (detalhes)           | Earle Wells Helmer Pedersen NZL Nova Zelândia          | Keith Musto Tony Morgan GBR Grã-Bretanha                 | Harry Melges William Bentsen USA Estados Unidos       |
| Cidade do México 1968 (detalhes) | Rodney Pattisson Iain MacDonald-Smith GBR Grã-Bretanha | Ullrich Libor Peter Naumann FRG Alemanha Ocidental       | Reinaldo Conrad Burkhard Cordes BRA Brasil            |
| Munique 1972 (detalhes)          | Rodney Pattisson Christopher Davies GBR Grã-Bretanha   | Yves Pajot Marc Pajot FRA França                         | Ullrich Libor Peter Naumann FRG Alemanha Ocidental    |
| Montreal 1976 (detalhes)         | Jörg Diesch Eckart Diesch FRG Alemanha Ocidental       | Rodney Pattisson Julian Brooke-Houghton GBR Grã-Bretanha | Reinaldo Conrad Peter Ficker BRA Brasil               |
| Moscou 1980 (detalhes)           | Alejandro Abascal Miguel Noguer ESP Espanha            | David Wilkins James Wilkinson IRL Irlanda                | Szabolcs Detre Zsolt Detre HUN Hungria                |
| Los Angeles 1984 (detalhes)      | Jonathan McKee William Carl Buchan USA Estados Unidos  | Terry McLaughlin Evert Bastet CAN Canadá                 | Jonathan Richards Peter Allam GBR Grã-Bretanha        |
| Seul 1988 (detalhes)             | Jørgen Bojsen-Møller Christian Grønborg DEN Dinamarca  | Ole Pollen Erik Björkum NOR Noruega                      | Frank McLaughlin John Millen CAN Canadá               |
| Barcelona 1992 (detalhes)        | Luis Doreste Domingo Manrique ESP Espanha              | Stephen Bourdow Paul Foerster USA Estados Unidos         | Jens Bojsen-Møller Jørgen Bojsen-Møller DEN Dinamarca |

### O-Jolle
| Evento                 | Ouro                               | Prata                        | Bronze                       |
| ---------------------- | ---------------------------------- | ---------------------------- | ---------------------------- |
| Berlim 1936 (detalhes) | Daan Kagchelland NED Países Baixos | Werner Krogmann GER Alemanha | Peter Scott GBR Grã-Bretanha |

### Monotype
| Evento                | Ouro                        | Prata                     | Bronze                     |
| --------------------- | --------------------------- | ------------------------- | -------------------------- |
| Paris 1924 (detalhes) | Léon Huybrechts BEL Bélgica | Henrik Robert NOR Noruega | Hans Dittmar FIN Finlândia |

### Sharpie
| Evento                    | Ouro                                      | Prata                                   | Bronze                                         |
| ------------------------- | ----------------------------------------- | --------------------------------------- | ---------------------------------------------- |
| Melbourne 1956 (detalhes) | Peter Mander Jack Cropp NZL Nova Zelândia | Rolland Tasker John Scott AUS Austrália | Jasper Blackall Terence Smith GBR Grã-Bretanha |

### Snowbird
| Evento                      | Ouro                      | Prata                      | Bronze                    |
| --------------------------- | ------------------------- | -------------------------- | ------------------------- |
| Los Angeles 1932 (detalhes) | Jacques Lebrun FRA França | Bob Maas NED Países Baixos | Santiago Amat ESP Espanha |

### Soling
Evento misto.
| Evento                      | Ouro                                                                   | Prata                                                                 | Bronze                                                                   |
| --------------------------- | ---------------------------------------------------------------------- | --------------------------------------------------------------------- | ------------------------------------------------------------------------ |
| Munique 1972 (detalhes)     | Harry Melges William Bentsen William Allen USA Estados Unidos          | Stig Wennerström Bo Knape Stefan Krook Lennart Roslund SWE Suécia     | David Miller John Ekels Paul Côté CAN Canadá                             |
| Montreal 1976 (detalhes)    | Poul Richard Høj Jensen Valdemar Bandolowski Erik Hansen DEN Dinamarca | John Kolius Walter Glasgow Richard Hoepfner USA Estados Unidos        | Dieter Below Michael Zachries Olaf Engelhardt GDR Alemanha Oriental      |
| Moscou 1980 (detalhes)      | Poul Richard Høj Jensen Valdemar Bandolowski Erik Hansen DEN Dinamarca | Alexandr Budnikov Boris Budnikov Nikolay Poliakov URS União Soviética | Anastasios Bountouris Anastasios Gavrilis Aristidis Rapanakis GRE Grécia |
| Los Angeles 1984 (detalhes) | Robbie Haines Edward Trevelyan Rod Davis USA Estados Unidos            | Torben Grael Daniel Adler Ronaldo Senfft BRA Brasil                   | Hans Fogh John Kerr Stephen Calder CAN Canadá                            |
| Seul 1988 (detalhes)        | Jochen Schümann Thomas Flach Bernd Jäkel GDR Alemanha Oriental         | John Kostecki William Baylis Robert Billingham USA Estados Unidos     | Jesper Bank Jan Mathiasen Steen Secher DEN Dinamarca                     |
| Barcelona 1992 (detalhes)   | Jesper Bank Steen Secher Jesper Seier DEN Dinamarca                    | Kevin Mahaney Jim Brady Doug Kern USA Estados Unidos                  | Lawrie Smith Robert Cruikshank Ossie Stewart GBR Grã-Bretanha            |
| Atlanta 1996 (detalhes)     | Thomas Flach Bernd Jäkel Jochen Schümann GER Alemanha                  | Georgi Shayduko Igor Skalin Dmitri Shabanov RUS Rússia                | Jim Barton Jeff Madrigali Kent Massey USA Estados Unidos                 |
| Sydney 2000 (detalhes)      | Jesper Bank Henrik Blakskjær Thomas Jacobsen DEN Dinamarca             | Jochen Schümann Gunnar Bahr Ingo Borkowski GER Alemanha               | Paul Davis Herman Johannessen Espen Stokkeland NOR Noruega               |

### Star
Evento misto até 2000; a partir de 2004 evento se tornou exclusivamente masculino.
| Evento                           | Ouro                                                     | Prata                                                 | Bronze                                                |
| -------------------------------- | -------------------------------------------------------- | ----------------------------------------------------- | ----------------------------------------------------- |
| Los Angeles 1932 (detalhes)      | Gilbert Gray Andrew Libano USA Estados Unidos            | George Colin Ratsey Peter Jaffe GBR Grã-Bretanha      | Gunnar Asther Daniel Sundén-Cullberg SWE Suécia       |
| Berlim 1936 (detalhes)           | Peter Bischoff Hans-Joachim Weise GER Alemanha           | Arvid Laurin Uno Wallentin SWE Suécia                 | Bob Maas Willem de Vries Lentsch NED Países Baixos    |
| Londres 1948 (detalhes)          | Hilary Smart Paul Smart USA Estados Unidos               | Carlos de Cárdenas Carlos de Cárdenas Jr. CUB Cuba    | Adriaan Maas Edward Stutterheim NED Países Baixos     |
| Helsinque 1952 (detalhes)        | Agostino Straulino Nicolò Rode ITA Itália                | John Price John Reid USA Estados Unidos               | Joaquim Fiúza Francisco de Andrade POR Portugal       |
| Melbourne 1956 (detalhes)        | Herbert Williams Lawrence Low USA Estados Unidos         | Agostino Straulino Nicolò Rode ITA Itália             | Durward Knowles Sloane Farrington BAH Bahamas         |
| Roma 1960 (detalhes)             | Timir Pinegin Fyodor Shutkov URS União Soviética         | Mário Quina José Manuel Quina POR Portugal            | William Parks Robert Halperin USA Estados Unidos      |
| Tóquio 1964 (detalhes)           | Durward Knowles Cecil Cooke BAH Bahamas                  | Richard Stearns Lynn Williams USA Estados Unidos      | Pelle Pettersson Holger Sundström SWE Suécia          |
| Cidade do México 1968 (detalhes) | Lowell North Peter Barrett USA Estados Unidos            | Peder Lunde Jr. Per Wiken NOR Noruega                 | Franco Cavallo Camillo Gargano ITA Itália             |
| Munique 1972 (detalhes)          | David Forbes John Anderson AUS Austrália                 | Pelle Petterson Stellan Westerdahl SWE Suécia         | Wilhelm Kuhweide Karsten Meyer FRG Alemanha Ocidental |
| Moscou 1980 (detalhes)           | Valentin Mankin Aleksandr Muzychenko URS União Soviética | Karl Ferstl Hubert Raudaschl AUT Áustria              | Giorgio Gorla Alfio Peraboni ITA Itália               |
| Los Angeles 1984 (detalhes)      | William Earl Buchan Steven Erickson USA Estados Unidos   | Joachim Griese Michael Marcour FRG Alemanha Ocidental | Giorgio Gorla Alfio Peraboni ITA Itália               |
| Seul 1988 (detalhes)             | Michael McIntyre Bryn Vaile GBR Grã-Bretanha             | Mark Reynolds Harold Haenel USA Estados Unidos        | Torben Grael Nelson Falcão BRA Brasil                 |
| Barcelona 1992 (detalhes)        | Mark Reynolds Harold Haenel USA Estados Unidos           | Rod Davis Don Cowie NZL Nova Zelândia                 | Ross MacDonald Eric Jespersen CAN Canadá              |
| Atlanta 1996 (detalhes)          | Torben Grael Marcelo Ferreira BRA Brasil                 | Hans Wallén Bobby Lohse SWE Suécia                    | Colin Beashel David Giles AUS Austrália               |
| Sydney 2000 (detalhes)           | Mark Reynolds Magnus Liljedahl USA Estados Unidos        | Ian Walker Mark Covell GBR Grã-Bretanha               | Torben Grael Marcelo Ferreira BRA Brasil              |
| Atenas 2004 (detalhes)           | Torben Grael Marcelo Ferreira BRA Brasil                 | Ross MacDonald Mike Wolfs CAN Canadá                  | Pascal Rambeau Xavier Rohart FRA França               |
| Pequim 2008 (detalhes)           | Iain Percy Andrew Simpson GBR Grã-Bretanha               | Robert Scheidt Bruno Prada BRA Brasil                 | Fredrik Lööf Anders Ekström SWE Suécia                |
| Londres 2012 (detalhes)          | Fredrik Lööf Max Salminen SWE Suécia                     | Iain Percy Andrew Simpson GBR Grã-Bretanha            | Robert Scheidt Bruno Prada BRA Brasil                 |

### Swallow
| Evento                  | Ouro                                       | Prata                                                            | Bronze                                        |
| ----------------------- | ------------------------------------------ | ---------------------------------------------------------------- | --------------------------------------------- |
| Londres 1948 (detalhes) | Stewart Morris David Bond GBR Grã-Bretanha | Duarte de Almeida Bello Fernando Pinto Coelho Bello POR Portugal | Lockwood Pirie Owen Torrey USA Estados Unidos |

### Tempest
Evento misto.
| Evento                   | Ouro                                               | Prata                                                  | Bronze                                        |
| ------------------------ | -------------------------------------------------- | ------------------------------------------------------ | --------------------------------------------- |
| Munique 1972 (detalhes)  | Valentin Mankin Vitali Dyrdyra URS União Soviética | Alan Warren David Hunt GBR Grã-Bretanha                | Glen Foster Peter Dean USA Estados Unidos     |
| Montreal 1976 (detalhes) | John Albrechtson Ingvar Hansson SWE Suécia         | Valentin Mankin Vladislav Akimenko URS União Soviética | Dennis Conner Conn Findlay USA Estados Unidos |

### Tornado
Evento misto.
| Evento                      | Ouro                                           | Prata                                             | Bronze                                            |
| --------------------------- | ---------------------------------------------- | ------------------------------------------------- | ------------------------------------------------- |
| Montreal 1976 (detalhes)    | Reginald White John Osborn GBR Grã-Bretanha    | David McFaull Michael Rothwell USA Estados Unidos | Jörg Spengler Jörg Schmall FRG Alemanha Ocidental |
| Moscou 1980 (detalhes)      | Lars Björkström Alexandre Welter BRA Brasil    | Peter Due Per Kjærgaard DEN Dinamarca             | Göran Marström Jörgen Ragnarsson SWE Suécia       |
| Los Angeles 1984 (detalhes) | Rex Sellers Chris Timms NZL Nova Zelândia      | Randy Smyth Jay Glaser USA Estados Unidos         | Christopher Cairns John Anderson AUS Austrália    |
| Seul 1988 (detalhes)        | Jean-Yves Le Déroff Nicolas Hénard FRA França  | Chris Timms Rex Sellers NZL Nova Zelândia         | Lars Grael Clinio Freitas BRA Brasil              |
| Barcelona 1992 (detalhes)   | Yves Loday Nicolas Hénard FRA França           | Randy Smyth Keith Notary USA Estados Unidos       | Mitch Booth John Forbes AUS Austrália             |
| Atlanta 1996 (detalhes)     | José Luis Ballester Fernando León ESP Espanha  | Mitch Booth Andrew Landenberger AUS Austrália     | Lars Grael Kiko Pelicano BRA Brasil               |
| Sydney 2000 (detalhes)      | Roman Hagara Hans-Peter Steinacher AUT Áustria | John Forbes Darren Bundock AUS Austrália          | Roland Gäbler René Schwall GER Alemanha           |
| Atenas 2004 (detalhes)      | Roman Hagara Hans-Peter Steinacher AUT Áustria | John Lovell Charlie Ogeltree USA Estados Unidos   | Santiago Lange Carlos Espínola ARG Argentina      |
| Pequim 2008 (detalhes)      | Antón Paz Fernando Echávarri ESP Espanha       | Darren Bundock Glenn Ashby AUS Austrália          | Santiago Lange Carlos Espínola ARG Argentina      |

### Yngling
Evento exclusivamente feminino
| Evento                 | Ouro                                                      | Prata                                                         | Bronze                                                            |
| ---------------------- | --------------------------------------------------------- | ------------------------------------------------------------- | ----------------------------------------------------------------- |
| Atenas 2004 (detalhes) | Sarah Ayton Shirley Robertson Sarah Webb GBR Grã-Bretanha | Ganna Kalinina Svitlana Matevusheva Ruslana Taran UKR Ucrânia | Dorte Jensen Helle Jespersen Christina Otzen DEN Dinamarca        |
| Pequim 2008 (detalhes) | Sarah Ayton Sarah Webb Pippa Wilson GBR Grã-Bretanha      | Mandy Mulder Annemieke Bes Merel Witteveen NED Países Baixos  | Sofia Bekatorou Sofia Papadopoulou Virginia Kravarioti GRE Grécia |

## Estatísticas

### Velejadores com mais medalhas
Velejadores que ganharam três ou mais medalhas estão listados abaixo.
| Velejador(a)      | País                | Olimpíadas | Total | Ouro | Prata | Bronze | Gênero    | Classe(s)                  |
| ----------------- | ------------------- | ---------- | ----- | ---- | ----- | ------ | --------- | -------------------------- |
| Ben Ainslie       | GBR Grã-Bretanha    | 1996–2012  | 5     | 4    | 1     | 0      | Masculino | Laser, Finn                |
| Robert Scheidt    | BRA Brasil          | 1996–2012  | 5     | 2    | 2     | 1      | Masculino | Laser, Star                |
| Torben Grael      | BRA Brasil          | 1984–2004  | 5     | 2    | 1     | 2      | Masculino | Soling, Star               |
| Paul Elvstrøm     | DEN Dinamarca       | 1948–1960  | 4     | 4    | 0     | 0      | Masculino | Firefly, Finn              |
| Jochen Schümann   | GER Alemanha        | 1976–2000  | 4     | 3    | 1     | 0      | Masculino | Finn, Soling               |
| Valentin Mankin   | URS União Soviética | 1968–1980  | 4     | 3    | 1     | 0      | Masculino | Finn, Tempest, Star        |
| Marit Bouwmeester | NED Países Baixos   | 2012–2024  | 4     | 2    | 1     | 1      | Feminino  | Laser Radial               |
| Tore Holm         | SWE Suécia          | 1920–1948  | 4     | 2    | 0     | 2      | Masculino | 40 m², 6 Metre, 8 Metre    |
| Hannah Mills      | GBR Grã-Bretanha    | 2012–2020  | 3     | 2    | 1     | 0      | Feminino  | 470                        |
| Iain Percy        | GBR Grã-Bretanha    | 2000–2012  | 3     | 2    | 1     | 0      | Masculino | Finn, Star                 |
| Magnus Konow      | NOR Noruega         | 1912–1936  | 3     | 2    | 1     | 0      | Masculino | 6 Metre, 8 Metre, 12 Metre |
| Mark Reynolds     | USA Estados Unidos  | 1988–2000  | 3     | 2    | 1     | 0      | Masculino | Star                       |
| Mathew Belcher    | AUS Austrália       | 2012–2020  | 3     | 2    | 1     | 0      | Masculino | 470                        |
| Rodney Pattisson  | GBR Grã-Bretanha    | 1968–1976  | 3     | 2    | 1     | 0      | Masculino | Flying Dutchman            |
| Marcelo Ferreira  | BRA Brasil          | 1996–2004  | 3     | 2    | 0     | 1      | Masculino | Star                       |
| Anne-Marie Rindom | DEN Dinamarca       | 2016–2024  | 3     | 1    | 1     | 1      | Feminino  | Laser Radial               |

### Medalhas por ano
| # | Número de medalhas conquistadas pelo CON nestes Jogos | – | CON não ganhou nenhuma medalha nestes Jogos |  | CON não participou nestes Jogos |

| CON                          | 1896 | 00   | 04   | 08   | 12   | 20   | 24   | 28   | 32   | 36   | 48   | 52   | 56   | 60   | 64   | 68   | 72   | 76   | 80   | 84   | 88   | 92   | 96   | 00   | 04   | 08   | 12   | 16   | 20   | 24   | Total |
| ---------------------------- | ---- | ---- | ---- | ---- | ---- | ---- | ---- | ---- | ---- | ---- | ---- | ---- | ---- | ---- | ---- | ---- | ---- | ---- | ---- | ---- | ---- | ---- | ---- | ---- | ---- | ---- | ---- | ---- | ---- | ---- | ----- |
| GER Alemanha                 | -1 ! | 2    | -1 ! | -1 ! | -1 ! | -1 ! | -1 ! | –    | –    | 3    | -1 ! | 1    | -1 ! | -1 ! | -1 ! | -1 ! | -1 ! | -1 ! | -1 ! | -1 ! | -1 ! | –    | 1    | 3    | –    | 1    | –    | 1    | 3    | –    | 15    |
| FRG Alemanha Ocidental       | -1 ! | -1 ! | -1 ! | -1 ! | -1 ! | -1 ! | -1 ! | -1 ! | -1 ! | -1 ! | -1 ! | -1 ! | -1 ! | -1 ! | -1 ! | 1    | 2    | 3    | -1 ! | 1    | –    | -1 ! | -1 ! | -1 ! | -1 ! | -1 ! | -1 ! | -1 ! | -1 ! | -1 ! | 7     |
| GDR Alemanha Oriental        | -1 ! | -1 ! | -1 ! | -1 ! | -1 ! | -1 ! | -1 ! | -1 ! | -1 ! | -1 ! | -1 ! | -1 ! | -1 ! | -1 ! | -1 ! | 1    | 1    | 2    | 1    | -1 ! | 1    | -1 ! | -1 ! | -1 ! | -1 ! | -1 ! | -1 ! | -1 ! | -1 ! | -1 ! | 6     |
| AHO Antilhas Neerlandesas    | -1 ! | -1 ! | -1 ! | -1 ! | -1 ! | -1 ! | -1 ! | -1 ! | -1 ! | -1 ! | -1 ! | -1 ! | -1 ! | -1 ! | -1 ! | -1 ! | -1 ! | -1 ! | -1 ! | -1 ! | 1    | –    | –    | –    | -1 ! | -1 ! | -1 ! | -1 ! | -1 ! | -1 ! | 1     |
| ARG Argentina                | -1 ! | -1 ! | -1 ! | -1 ! | -1 ! | -1 ! | –    | –    | -1 ! | –    | 1    | –    | –    | 1    | –    | –    | –    | –    | -1 ! | –    | –    | –    | 1    | 3    | 1    | 1    | 1    | 1    | –    | 1    | 11    |
| AUS Austrália                | -1 ! | -1 ! | -1 ! | -1 ! | -1 ! | -1 ! | -1 ! | -1 ! | –    | -1 ! | –    | –    | 2    | –    | 1    | –    | 2    | 2    | -1 ! | 1    | –    | 2    | 2    | 4    | –    | 3    | 4    | 4    | 2    | 2    | 31    |
| AUT Áustria                  | -1 ! | -1 ! | -1 ! | -1 ! | -1 ! | -1 ! | -1 ! | –    | -1 ! | –    | –    | –    | –    | –    | –    | 1    | –    | –    | 2    | –    | –    | –    | –    | 2    | 2    | –    | –    | 1    | –    | 2    | 10    |
| BAH Bahamas                  | -1 ! | -1 ! | -1 ! | -1 ! | -1 ! | -1 ! | -1 ! | -1 ! | -1 ! | -1 ! | -1 ! | –    | 1    | –    | 1    | –    | –    | –    | -1 ! | –    | –    | –    | –    | -1 ! | -1 ! | -1 ! | -1 ! | -1 ! | -1 ! | -1 ! | 2     |
| BEL Bélgica                  | -1 ! | -1 ! | -1 ! | 1    | -1 ! | 3    | 1    | –    | –    | –    | –    | –    | 1    | 1    | –    | –    | –    | –    | -1 ! | –    | -1 ! | –    | 1    | –    | –    | –    | 1    | –    | –    | –    | 9     |
| BRA Brasil                   | -1 ! | -1 ! | -1 ! | -1 ! | -1 ! | -1 ! | -1 ! | -1 ! | -1 ! | –    | –    | –    | –    | –    | –    | 1    | –    | 1    | 2    | 1    | 2    | –    | 3    | 2    | 2    | 2    | 1    | 1    | 1    | –    | 19    |
| CAN Canadá                   | -1 ! | -1 ! | -1 ! | -1 ! | -1 ! | -1 ! | –    | -1 ! | 2    | –    | –    | –    | –    | –    | –    | –    | 1    | –    | -1 ! | 3    | 1    | 1    | –    | –    | 1    | –    | –    | –    | –    | –    | 9     |
| CZE Chéquia                  | -1 ! | -1 ! | -1 ! | -1 ! | -1 ! | -1 ! | -1 ! | -1 ! | -1 ! | -1 ! | -1 ! | -1 ! | -1 ! | -1 ! | -1 ! | -1 ! | -1 ! | -1 ! | -1 ! | -1 ! | -1 ! | -1 ! | –    | –    | 1    | –    | –    | –    | –    | –    | 1     |
| CHN China                    | -1 ! | -1 ! | -1 ! | -1 ! | -1 ! | -1 ! | -1 ! | -1 ! | -1 ! | -1 ! | -1 ! | -1 ! | -1 ! | -1 ! | -1 ! | -1 ! | -1 ! | -1 ! | -1 ! | –    | –    | 1    | –    | –    | 1    | 2    | 1    | 1    | 2    | –    | 8     |
| CYP Chipre                   | -1 ! | -1 ! | -1 ! | -1 ! | -1 ! | -1 ! | -1 ! | -1 ! | -1 ! | -1 ! | -1 ! | -1 ! | -1 ! | -1 ! | -1 ! | -1 ! | -1 ! | -1 ! | –    | -1 ! | –    | -1 ! | –    | –    | –    | –    | 1    | –    | –    | 1    | 2     |
| CRO Croácia                  | -1 ! | -1 ! | -1 ! | -1 ! | -1 ! | -1 ! | -1 ! | -1 ! | -1 ! | -1 ! | -1 ! | -1 ! | -1 ! | -1 ! | -1 ! | -1 ! | -1 ! | -1 ! | -1 ! | -1 ! | -1 ! | –    | –    | –    | –    | –    | –    | 2    | 1    | –    | 3     |
| CUB Cuba                     | -1 ! | -1 ! | -1 ! | -1 ! | -1 ! | -1 ! | –    | -1 ! | -1 ! | -1 ! | 1    | –    | –    | –    | -1 ! | -1 ! | -1 ! | -1 ! | –    | -1 ! | -1 ! | -1 ! | –    | –    | -1 ! | -1 ! | -1 ! | -1 ! | -1 ! | -1 ! | 1     |
| DEN Dinamarca                | -1 ! | -1 ! | -1 ! | -1 ! | 1    | -1 ! | 1    | 1    | -1 ! | –    | 2    | 1    | 2    | 3    | 2    | 1    | –    | 1    | 2    | –    | 2    | 2    | 1    | 1    | 2    | 1    | 2    | 2    | 1    | 1    | 32    |
| EUA Equipe Alemã Unida       | -1 ! | -1 ! | -1 ! | -1 ! | -1 ! | -1 ! | -1 ! | -1 ! | -1 ! | -1 ! | -1 ! | -1 ! | –    | 1    | 2    | -1 ! | -1 ! | -1 ! | -1 ! | -1 ! | -1 ! | -1 ! | -1 ! | -1 ! | -1 ! | -1 ! | -1 ! | -1 ! | -1 ! | -1 ! | 3     |
| SLO Eslovênia                | -1 ! | -1 ! | -1 ! | -1 ! | -1 ! | -1 ! | -1 ! | -1 ! | -1 ! | -1 ! | -1 ! | -1 ! | -1 ! | -1 ! | -1 ! | -1 ! | -1 ! | -1 ! | -1 ! | -1 ! | -1 ! | –    | –    | –    | 1    | 1    | –    | 1    | –    | 1    | 4     |
| ESP Espanha                  | -1 ! | -1 ! | -1 ! | -1 ! | -1 ! | -1 ! | –    | –    | 1    | -1 ! | –    | –    | -1 ! | –    | –    | –    | –    | 1    | 1    | 1    | 1    | 5    | 2    | –    | 3    | 2    | 2    | –    | 2    | 1    | 22    |
| USA Estados Unidos           | -1 ! | 2    | -1 ! | –    | -1 ! | -1 ! | -1 ! | –    | 3    | –    | 4    | 3    | 2    | 2    | 5    | 2    | 3    | 3    | -1 ! | 7    | 5    | 9    | 2    | 4    | 2    | 2    | –    | 1    | –    | 1    | 62    |
| EST Estônia                  | -1 ! | -1 ! | -1 ! | -1 ! | -1 ! | -1 ! | -1 ! | 1    | -1 ! | –    | -1 ! | -1 ! | -1 ! | -1 ! | -1 ! | -1 ! | -1 ! | -1 ! | -1 ! | -1 ! | -1 ! | 1    | –    | –    | –    | –    | –    | –    | –    | –    | 2     |
| FIN Finlândia                | -1 ! | -1 ! | -1 ! | -1 ! | 3    | -1 ! | 1    | 1    | -1 ! | –    | –    | 1    | –    | –    | –    | –    | –    | –    | 2    | –    | –    | –    | –    | 1    | –    | –    | 2    | –    | –    | –    | 11    |
| FRA França                   | -1 ! | 24   | -1 ! | 1    | 1    | 1    | 1    | 1    | 1    | –    | –    | –    | –    | –    | –    | –    | 2    | –    | -1 ! | 1    | 2    | 2    | –    | –    | 2    | 3    | 1    | 3    | 3    | 2    | 51    |
| GBR Grã-Bretanha             | -1 ! | 6    | -1 ! | 6    | -1 ! | 2    | 1    | –    | 1    | 2    | 1    | 1    | 3    | –    | 1    | 2    | 2    | 2    | -1 ! | 1    | 1    | 1    | 2    | 5    | 5    | 6    | 5    | 3    | 5    | 2    | 66    |
| GRE Grécia                   | -1 ! | -1 ! | -1 ! | -1 ! | -1 ! | -1 ! | -1 ! | -1 ! | -1 ! | -1 ! | –    | –    | –    | 1    | –    | –    | 1    | –    | 1    | –    | –    | –    | 1    | –    | 2    | 1    | –    | 1    | –    | –    | 8     |
| HKG Hong Kong                | -1 ! | -1 ! | -1 ! | -1 ! | -1 ! | -1 ! | -1 ! | -1 ! | -1 ! | -1 ! | -1 ! | -1 ! | -1 ! | -1 ! | –    | –    | –    | -1 ! | -1 ! | –    | –    | –    | 1    | –    | –    | –    | –    | –    | –    | –    | 1     |
| HUN Hungria                  | -1 ! | -1 ! | -1 ! | -1 ! | -1 ! | -1 ! | -1 ! | –    | –    | –    | -1 ! | -1 ! | -1 ! | –    | –    | –    | –    | –    | 1    | -1 ! | –    | –    | –    | –    | –    | –    | –    | –    | 1    | –    | 2     |
| ISV Ilhas Virgens Americanas | -1 ! | -1 ! | -1 ! | -1 ! | -1 ! | -1 ! | -1 ! | -1 ! | -1 ! | -1 ! | -1 ! | -1 ! | -1 ! | -1 ! | -1 ! | –    | –    | –    | -1 ! | –    | 1    | –    | –    | –    | –    | –    | –    | –    | -1 ! | -1 ! | 1     |
| RU1 Império Russo            | -1 ! | -1 ! | -1 ! | -1 ! | 1    | -1 ! | -1 ! | -1 ! | -1 ! | -1 ! | -1 ! | -1 ! | -1 ! | -1 ! | -1 ! | -1 ! | -1 ! | -1 ! | -1 ! | -1 ! | -1 ! | -1 ! | -1 ! | -1 ! | -1 ! | -1 ! | -1 ! | -1 ! | -1 ! | -1 ! | 1     |
| IRL Irlanda                  | -1 ! | -1 ! | -1 ! | -1 ! | -1 ! | -1 ! | -1 ! | -1 ! | -1 ! | -1 ! | -1 ! | –    | –    | –    | –    | -1 ! | –    | –    | 1    | –    | –    | –    | –    | –    | –    | –    | –    | 1    | –    | –    | 2     |
| ISR Israel                   | -1 ! | -1 ! | -1 ! | -1 ! | -1 ! | -1 ! | -1 ! | -1 ! | -1 ! | -1 ! | -1 ! | -1 ! | -1 ! | -1 ! | -1 ! | -1 ! | –    | –    | -1 ! | –    | –    | –    | 1    | –    | 1    | 1    | –    | –    | –    | 2    | 5     |
| ITA Itália                   | -1 ! | -1 ! | -1 ! | -1 ! | -1 ! | -1 ! | –    | –    | –    | 1    | –    | 1    | 1    | 1    | –    | 2    | –    | –    | 1    | 1    | –    | –    | 1    | 2    | 1    | 2    | –    | –    | 1    | 2    | 17    |
| JPN Japão                    | -1 ! | -1 ! | -1 ! | -1 ! | -1 ! | -1 ! | -1 ! | -1 ! | -1 ! | –    | -1 ! | –    | -1 ! | –    | –    | -1 ! | –    | –    | -1 ! | –    | –    | –    | 1    | –    | 1    | –    | –    | –    | –    | 1    | 3     |
| LTU Lituânia                 | -1 ! | -1 ! | -1 ! | -1 ! | -1 ! | -1 ! | -1 ! | -1 ! | -1 ! | -1 ! | -1 ! | -1 ! | -1 ! | -1 ! | -1 ! | -1 ! | -1 ! | -1 ! | -1 ! | -1 ! | -1 ! | –    | –    | –    | –    | 1    | –    | –    | –    | –    | 1     |
| NOR Noruega                  | -1 ! | -1 ! | -1 ! | –    | 2    | 11   | 3    | 2    | -1 ! | 2    | 1    | 3    | –    | 1    | –    | 1    | –    | –    | -1 ! | –    | 1    | 1    | 1    | 1    | 1    | –    | –    | –    | 1    | 1    | 33    |
| NZL Nova Zelândia            | -1 ! | -1 ! | -1 ! | -1 ! | -1 ! | -1 ! | -1 ! | -1 ! | -1 ! | -1 ! | -1 ! | -1 ! | 1    | –    | 1    | –    | –    | –    | -1 ! | 3    | 3    | 4    | 1    | 2    | –    | 1    | 2    | 4    | 1    | 2    | 25    |
| NED Países Baixos            | -1 ! | 1    | -1 ! | -1 ! | -1 ! | 3    | 1    | 1    | 1    | 2    | 2    | –    | -1 ! | –    | –    | –    | –    | –    | –    | 1    | –    | 1    | 2    | 1    | –    | 2    | 3    | 2    | 3    | 4    | 30    |
| PER Peru                     | -1 ! | -1 ! | -1 ! | -1 ! | -1 ! | -1 ! | -1 ! | -1 ! | -1 ! | -1 ! | -1 ! | -1 ! | -1 ! | -1 ! | -1 ! | -1 ! | -1 ! | -1 ! | -1 ! | -1 ! | -1 ! | -1 ! | -1 ! | -1 ! | –    | –    | –    | –    | –    | 1    | 1     |
| POL Polônia                  | -1 ! | -1 ! | -1 ! | -1 ! | -1 ! | -1 ! | –    | –    | -1 ! | –    | -1 ! | -1 ! | -1 ! | -1 ! | -1 ! | –    | –    | –    | –    | -1 ! | –    | –    | 1    | –    | 1    | –    | 2    | –    | 1    | –    | 5     |
| POR Portugal                 | -1 ! | -1 ! | -1 ! | -1 ! | -1 ! | -1 ! | –    | –    | -1 ! | –    | 1    | 1    | –    | 1    | –    | –    | –    | –    | -1 ! | –    | –    | –    | 1    | –    | –    | –    | –    | –    | –    | –    | 4     |
| RUS Rússia                   | -1 ! | -1 ! | -1 ! | -1 ! | -1 ! | -1 ! | -1 ! | -1 ! | -1 ! | -1 ! | -1 ! | -1 ! | -1 ! | -1 ! | -1 ! | -1 ! | -1 ! | -1 ! | -1 ! | -1 ! | -1 ! | -1 ! | 1    | –    | –    | –    | –    | 1    | -1 ! | -1 ! | 2     |
| SGP Singapura                | -1 ! | -1 ! | -1 ! | -1 ! | -1 ! | -1 ! | -1 ! | -1 ! | -1 ! | -1 ! | -1 ! | -1 ! | –    | –    | -1 ! | -1 ! | -1 ! | -1 ! | -1 ! | –    | –    | –    | –    | –    | –    | –    | –    | –    | –    | 1    | 1     |
| SWE Suécia                   | -1 ! | -1 ! | -1 ! | 1    | 4    | 3    | –    | 2    | 2    | 2    | 2    | 3    | 2    | –    | 2    | 1    | 2    | 1    | 1    | –    | 1    | –    | 1    | 1    | 1    | 1    | 2    | –    | 2    | 2    | 39    |
| SUI Suíça                    | -1 ! | 2    | -1 ! | -1 ! | -1 ! | -1 ! | –    | –    | -1 ! | –    | –    | –    | –    | 1    | –    | 1    | –    | –    | –    | –    | –    | –    | –    | –    | –    | –    | –    | –    | –    | –    | 4     |
| UKR Ucrânia                  | -1 ! | -1 ! | -1 ! | -1 ! | -1 ! | -1 ! | -1 ! | -1 ! | -1 ! | -1 ! | -1 ! | -1 ! | -1 ! | -1 ! | -1 ! | -1 ! | -1 ! | -1 ! | -1 ! | -1 ! | -1 ! | -1 ! | 2    | 1    | 2    | –    | –    | –    | -1 ! | -1 ! | 5     |
| URS União Soviética          | -1 ! | -1 ! | -1 ! | -1 ! | -1 ! | -1 ! | -1 ! | -1 ! | -1 ! | -1 ! | -1 ! | –    | –    | 2    | –    | 1    | 2    | 2    | 3    | -1 ! | 2    | -1 ! | -1 ! | -1 ! | -1 ! | -1 ! | -1 ! | -1 ! | -1 ! | -1 ! | 12    |
| ZZX Equipa mista             | -1 ! | 2    | -1 ! | -1 ! | -1 ! | -1 ! | -1 ! | -1 ! | -1 ! | -1 ! | -1 ! | -1 ! | -1 ! | -1 ! | -1 ! | -1 ! | -1 ! | -1 ! | -1 ! | -1 ! | -1 ! | -1 ! | -1 ! | -1 ! | -1 ! | -1 ! | -1 ! | -1 ! | -1 ! | -1 ! | 2     |
| Ano                          | 1896 | 00   | 04   | 08   | 12   | 20   | 24   | 28   | 32   | 36   | 48   | 52   | 56   | 60   | 64   | 68   | 72   | 76   | 80   | 84   | 88   | 92   | 96   | 00   | 04   | 08   | 12   | 16   | 20   | 24   | –     |

Nota: As caixas em cinza escuro representam um ano em que o CON não existia ou não competiu em eventos da vela nos Jogos Olímpicos.